# Robert Daly
Robert "Rob" Martin Daly (* 26. Januar 1978) ist ein ehemaliger irischer Sprinter, der sich auf den 400-Meter-Lauf spezialisiert hat. Seinen größten Erfolg feierte er mit dem Gewinn der Bronzemedaille in der 4-mal-400-Meter-Staffel bei den Hallenweltmeisterschaften 2004 in Budapest.

## Sportliche Laufbahn
Erste internationale Erfahrungen sammelte Robert Daly im Jahr 2000, als er bei den Olympischen Sommerspielen in Sydney mit der irischen 4-mal-400-Meter-Staffel mit 3:07,42 min in der ersten Runde ausschied. Im Jahr darauf kam er bei den Weltmeisterschaften in Edmonton mit 3:04,26 min nicht über den Vorlauf mit der Staffel hinaus und kurz darauf wurde er bei der Sommer-Universiade in Peking im Halbfinale über 400 Meter disqualifiziert. 2002 schied er bei den Halleneuropameisterschaften in Wien mit 47,75 s in der Vorrunde über 400 Meter aus und im August schied er bei den Europameisterschaften in München mit 46,67 s ebenfalls in der ersten Runde aus. Zudem belegte er dort mit der Staffel in 3:04,13 min den fünften Platz. 2004 schied er bei den Hallenweltmeisterschaften in Budapest mit 47,42 s im Vorlauf über 400 Meter aus und gewann im Staffelbewerb in 3:10,44 min gemeinsam mit Gary Ryan, David Gillick und David McCarthy die Bronzemedaille hinter den Teams aus Jamaika und Russland. Im Jahr darauf kam er bei den Halleneuropameisterschaften in Madrid mit 47,53 s nicht über die Vorrunde über 400 Meter hinaus und 2007 beendete er seine aktive sportliche Karriere im Alter von 29 Jahren.
2001 wurde Daly irischer Hallenmeister im 400-Meter-Lauf.

## Persönliche Bestzeiten
- 400 Meter: 45,98 s, 25. Juli 2004 in Santry
  - 400 Meter (Halle): 46,68 s, 8. Februar 2004 in Sheffield